# Libanon vasúti közlekedése
Libanon vasúthálózatának hossza 401 km, melyből 319 km 1435 mm, 82 km pedig 1050 mm nyomtávú volt. A vasút súlyos károkat szenvedett a Libanoni polgárháborúban. Nemzeti vasúttársasága a Chemin de Fer de l'Etat Libanais volt.
A vasúti szolgáltatás az 1970-es években az ország polgárháborúja miatt nagyrészt megszűnt. Az utolsó megmaradt vasútvonalak gazdasági okokból az 1990-es években szűntek meg.